# Inge Bödding
Inge Bödding (dekliški priimek Eckhoff), nemška atletinja, * 29. marec 1947, Hamburg, Zahodna Nemčija.
Nastopila je na olimpijskih igrah leta 1972 ter osvojila bronasto medaljo v štafeti 4×400 m. Na evropskih prvenstvih je v isti disciplini osvojila srebrno in bronasto medaljo ter srebrno medaljo v teku na 400 m leta 1971, na evropskih dvoranskih prvenstvih pa naslov prvakinje v štafeti 4x360 m leta 1972 ter srebrni medalji v teku na 400 m v letih 1971 in 1972. 19. septembra 1969 je z zahodnonemško reprezentanco postavila svetovni rekord v štafeti 4 x 400 m s časom 3:33,9 s, ki je veljal le en dan.